# Bazouges-la-Pérouse
Bazouges-la-Pérouse (Bazeleg-ar-Veineg en bretón) es una localidad y comuna francesa en la región administrativa de Bretaña, en el departamento de Ille y Vilaine y distrito de Fougères.

## Demografía
| 2269 | 2055 | 1999 | 2029 | 1951 | 1854 |
| Para los censos de 1962 a 1999 la población legal corresponde a la población sin duplicidades (Fuente: INSEE [Consultar]) |      |      |      |      |      |

## Monumentos
- Castillo de la Ballue, siglo XVII.
- Menhir en el borde del camino que lleva a Cuguen. Data del Neolítico (2000 a 5000 años a. C.).

## Personalidades ligadas a la localidad
- Jean-Louis Dupré conocido como Loulou Picasso (nacido en 1954), pintor y fundador del grupo Bazooka.
- Valentin Chevetel, médico y confidente de la Revolución francesa.
- Angèle Vannier (1917-1980), poetisa ciega.
- Emile Romé (1888-1965), comisario general de la marina francesa.
- Alexandre Miniac (1885-1963), arquitecto, urbanista y pintor.
- Adèle Denys (1899-2002), narrador y novelista.